# Орхидеје
Орхидеје (Orchidaceae) су фамилија монокотиледоних скривеносеменица, веома богата врстама и раширена на свим континентима изузев Антарктика. Ова фамилија броји око 22.000 врста, а претпоставља се да их је више и од 25.000 - тиме су орхидеје врстама најбогатија фамилија скривеносеменица. Најпознатији представници су родови каћуна (Orchis), ваниле (Vanilla), пчелица (Ophrys) и (Phalaenopsis).

## Класификација

### Родови
- -{[[Zygostates Lindl.}-

## Галерија
- Orchis purpurea
- Orchis purpurea
- Orchis sp.
- Orchis sp.
- Orchis sp.
- Orchis sp.
- Orchis sp.
- Orchis sp.
- цвет пчелице (Ophrys apifera)